# Bilten Hrvatskog demokratskog odbora u Evropi
Bilten Hrvatskog demokratskog odbora u Evropi je bio hrvatski emigrantski list.
Kao što samo ime govori, bio je biltenom Hrvatskog demokratskog odbora.
Izlazio je u Rimu od 1958.

## Vanjske poveznice
- Bibliografija Hrvatske revije  Arhivirana inačica izvorne stranice od 20. lipnja 2006. (Wayback Machine) Franjo Hijacint Eterović: Trideset godina hrvatskog iseljeničkog tiska 1945-1975.